# Alfredo Bravi
Alfredo Bravi (Guardamiglio, 3 gennaio 1916 – Lodi, 21 luglio 2001) è stato un presbitero e compositore italiano.

## Biografia
Ordinato sacerdote il 23 aprile 1939 a Massalengo dal vescovo di Lodi Pietro Calchi Novati, fu vicario parrocchiale in diverse parrocchie della diocesi lombarda. Nel frattempo, ottenne al conservatorio di Piacenza i diplomi di musica e di canto corale nel 1948 e in direzione di coro nel 1950.
Nel 1954 il patriarca di Venezia Angelo Roncalli, in visita a Lodi, lo ascoltò all'opera come direttore di coro e lo invitò a concorrere per il posto di direttore della Cappella Marciana. Dal 1º gennaio 1955 fu nominato maestro direttore della Marciana, dedicandosi in pieno all'attività di compositore. Mentre era direttore, dal 25 aprile del 1964 vennero introdotte le voci femminili, per concessione del patriarca Giovanni Urbani. Si dimise da direttore nel 1981 e gli successe l'organista titolare Roberto Micconi.
Dopo le sue dimissioni si ritirò nella natia Lodi, dove prestò servizio presso la chiesa di Santa Maria Ausiliatrice. Fino al 1984 continuò ad insegnare composizione presso il conservatorio Giuseppe Verdi di Milano.
Morì all'età di 85 anni il 21 luglio del 2001.